# Janusz Sikorski (historyk)
Janusz Sikorski (ur. 10 kwietnia 1927 w Krakowie, zm. 28 października 2011 w Salt Lake City, Stany Zjednoczone) – polski historyk, profesor nauk wojskowych, pułkownik Wojska Polskiego.

## Życiorys
Urodził się w rodzinie Feliksa i Wiktorii Sikorskich. Był pracownikiem naukowym Wojskowego Instytutu Historycznego. Od 1959 był kierownikiem Zakładu VI Historii Dawnego Wojska Polskiego tegoż instytutu. Doktorat w 1967 na UW („Księgi hetmańskie” Stanisława Sarnickiego na tle piśmiennictwa wojskowego w Polsce XVI wieku; promotor: Stanisław Herbst). W 1990 uzyskał tytuł profesora nauk wojskowych. Był też wykładowcą w Katedrze Historii Wojskowej w Wojskowej Akademii Politycznej. Do 1994 pełnił funkcję przewodniczącego jury w popularnym teleturnieju Wielka gra, ponadto często był głównym ekspertem i autorem pytań z tematów historycznych. Po jego wyjeździe do USA funkcję tę przejął prof. Andrzej Makowiecki. Wśród ekspertów historycznych zastąpili go później m.in. prof. Marek Wagner i prof. Tadeusz Panecki.
Zmarł w Salt Lake City, w wyniku rozległego udaru mózgu, pochowany 2 listopada 2011 na cmentarzu Larkin Sunset Lawn.

## Wybrane publikacje
- Jak walczyli nasi przodkowie, cz. 1, Warszawa: Wydawnictwo Ministerstwa Obrony Narodowej 1952.
- Jak walczyli Polacy (o polskiej sztuce wojennej XVIII i XIX w.), Warszawa: Wydawnictwo Ministerstwa Obrony Narodowej 1953.
- Materiały do historii sztuki wojennej: przedruk skryptów wykładów J. Sikorskiego: Polska sztuka wojenna w okresie 1830–1864, cz. 3, wyd. 2 popr. i uzup., Warszawa: Wydawnictwo Ministerstwa Obrony Narodowej 1954.
- Wojsko i sztuka wojenna w starożytności, Warszawa: Wydawnictwo Ministerstwa Obrony Narodowej 1957.
- Wojsko i sztuka wojenna epoki feudalizmu: od VI do XV wieku, Warszawa: Wydawnictwo Ministerstwa Obrony Narodowej 1959.
- Wojsko i sztuka wojenna epoki feudalizmu: od XVI do XVIII wieku, Warszawa: Wydawnictwo Ministerstwa Obrony Narodowej 1960.
- Wojsko i sztuka wojenna epoki kapitalizmu: od drugiej połowy XVIII do końca XIX wieku, Warszawa: Wydawnictwo Ministerstwa Obrony Narodowej 1961.
- Zarys dziejów wojskowości polskiej do roku 1864, t. 1: Do roku 1648, red. nauk. Janusz Sikorski, Warszawa: Wydawnictwo Obrony Narodowej 1965.
- Zarys dziejów wojskowości polskiej do roku 1864, t. 2: 1648–1864, red. nauk. Janusz Sikorski, Warszawa: Wydawnictwo Ministerstwa Obrony Narodowej 1966.
- Wojsko i sztuka wojenna epoki kapitalizmu: od drugiej połowy XVIII do końca XIX wieku, Warszawa: Wydawnictwo Ministerstwa Obrony Narodowej 1971.
- Zarys historii wojskowości powszechnej do końca wieku XIX, Warszawa: Wydawnictwo Ministerstwa Obrony Narodowej 1972 (wyd. 2 popr. i uzup. - 1975).
- Materiały do studiowania historii wojska i sztuki wojennej, cz. 1 z. 1: Wojsko i sztuka wojenna w starożytności, Warszawa: Wydaw. Min. Obrony Narodowej 1973.
- Materiały do studiowania historii wojska i sztuki wojennej, cz. 1 z. 2: Wojsko i sztuka wojenna epoki feudalizmu (od VI do XV wieku), Warszawa: Wydaw. Min. Obrony Narodowej 1973.
- Materiały do studiowania historii wojska i sztuki wojennej, cz. 1 z. 3: Wojsko i sztuka wojenna epoki feudalizmu (od XVI do XVIII wieku), Warszawa: Wydaw. Min. Obrony Narodowej 1973.
- Udział Polaków w wojnach o wolność i niepodległość innych narodów w XVIII i XIX wieku, Warszawa: „Czasopisma Wojskowe” 1978.
- Kanny 216 p.n.e., Warszawa: Wydaw. Min. Obrony Narodowej 1984 (wyd. 2 - Warszawa: „Bellona” 2012), seria Historyczne Bitwy.
- Jan Tarnowski, Consilium rationis bellicae, wstęp napisał Janusz Sikorski, tekst dzieła do dr. przygot. oraz notą wydawniczą, komentarzem i słownikiem opatrzył Tadeusz Marian Nowak, Warszawa: Wydaw. Min. Obrony Narodowej 1987.
- Polskie tradycje wojskowe. 1, Tradycje walk obronnych z najazdami Niemców, Krzyżaków, Szwedów, Turków i Tatarów, pod red. Janusza Sikorskiego, Warszawa: Wydaw. Min. Obrony Narodowej 1990.
- Polskie piśmiennictwo wojskowe od XV do XX wieku, Warszawa: „Bellona” 1991.
- Jasna Góra 1655, Warszawa: „Bellona” 1994.